# Jacob Young (musicus)
Jacob Young (Lillehammer, 14 juni 1970) is een Noorse jazzgitarist van Amerikaanse komaf.
Young speelde gitaar vanaf zijn twaalfde, kreeg de eerste lessen van een vriend en werd tijdens die jaren beïnvloed door de inhoud van de platenkast van zijn ouders, maar ook door de popmuziek van die tijd: Miles Davis Motown, Frank Sinatra, The Clash en Jimi Hendrix. Na een aantal jaren een (meer klassiekgerichte) opleiding te hebben gevolgd aan de Universiteit van Oslo vertrok hij naar New York om daar aan de New York School of Jazz and Contemporary Music verder te werken aan zijn opleiding. Het vertrek aan de Verenigde Staten was niet bewust voor de muziek: hij ging zijn vriendin achterna (het tegenovergestelde van zijn vader) en de studie in New York was een gelukkige bijkomstigheid. In New York kwam hij ook in aanraking met een aantal jazzmusici zoals Jim Hall en John Abercrombie (de laatste zelf een artiest uit de vroege ECM-stal). Gedurende de jaren negentig keerde hij terug naar Noorwegen. In 2002 werd hij gevraagd door een veteraan uit de Noorse jazz Karin Krog om een album met haar op te nemen. Al eerder maakte hij kennis met Trygve Seim, die hem in aanraking bracht met producer Manfred Eicher van ECM Records. Hij toerde dan al een aantal jaren met slagwerker Jon Christensen.
Zijn muziek is navenant aan zijn opleiding, geïmproviseerde muziek  die klinkt alsof het gecomponeerd is.   

## Discografie
- 1994: This is You
- 1997: Pieces of time
- 2001: Glow
- 2002: Where Flamingos fly (met Krog)
- 2004: Evenings Falls
- 2008: Sideways